# Roellia roellii
Roellia roellii là một loài Rêu trong họ Bryaceae. Loài này được (Broth.) A.L. Andrews ex H.A. Crum miêu tả khoa học đầu tiên năm 1967.